# Mega Match

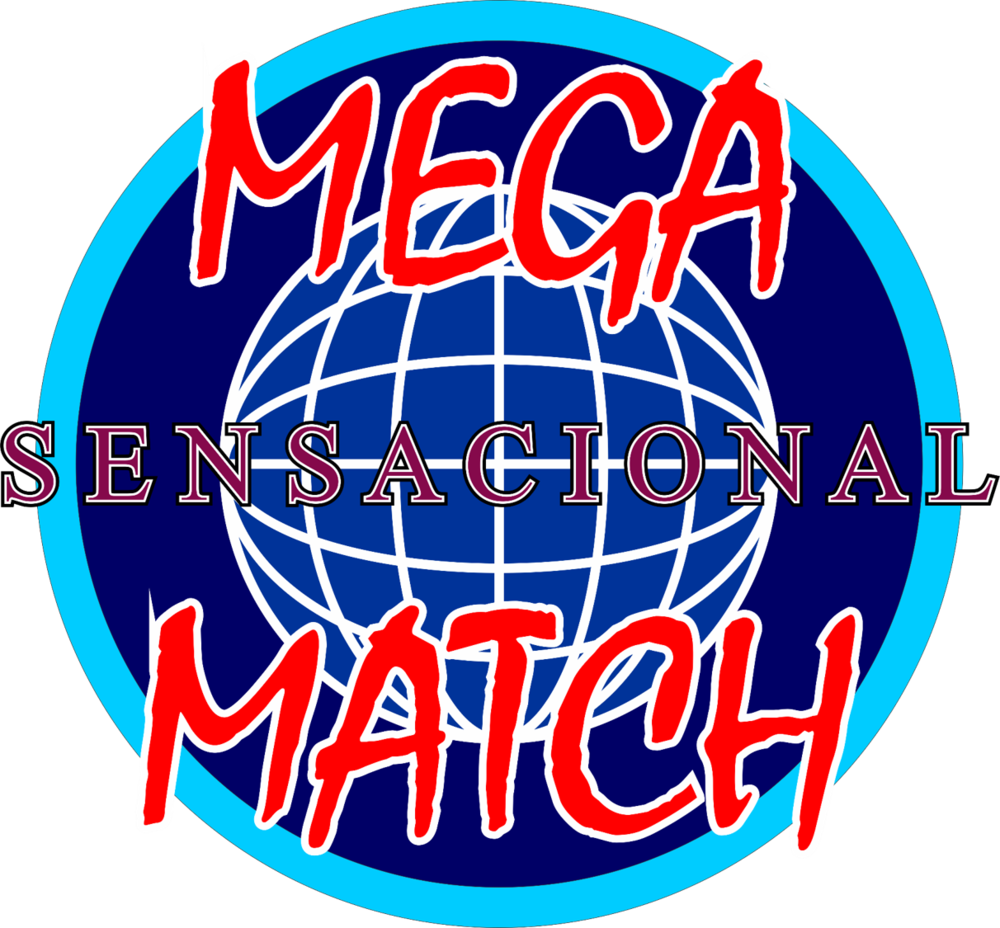
Logotipo del Mega Match durante su ciclo como segmento de Súper Sábado Sensacional entre 1996 y 2000

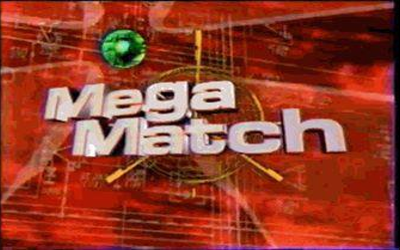
Logotipo en fondo Rojo del Mega Match como programa independiente entre 2002 y 2006

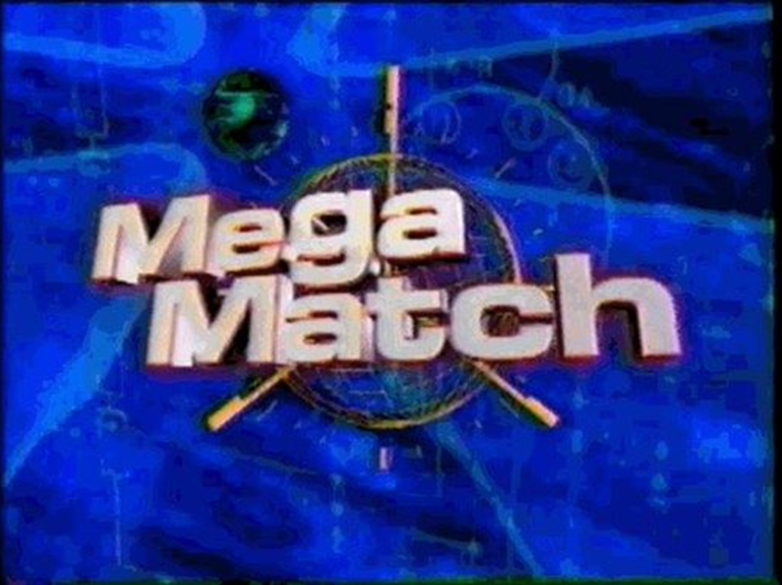
Logotipo en fondo Azul del Mega Match como programa independiente entre 2002 y 2006

Mega Match (conocido como Mega Match Sensacional desde 1996 hasta 2000 y luego como Mega Match Siglo XXI desde 2002 hasta 2006) fue un programa de televisión de concursos venezolano transmitido y producido por la cadena venezolana Venevisión desde 1996 hasta 2006.

## Historia

### Inicios del programa (1996-1998)
En 1996, se estrenó el segmento "Mega Match Sensacional" en el programa Súper Sábado Sensacional donde Daniel Sarcos se estrenaba como animador en Venevisión, y en otras ocasiones animaba junto con Gilberto Correa (quien en ese entonces era el animador de Súper Sábado Sensacional). En ese momento, las instituciones eran representadas por los colores amarillo y rojo. 
En 1997, Daniel Sarcos pasa a animar el Súper Sábado Sensacional debido a la salida de Gilberto Correa de Venevisión. Por ese tiempo, Samir Bazzi, Jorge Aravena y Rashel Rodríguez entran como animadores del programa, junto con Daniel Sarcos. A partir de ese año, los equipos ahora eran representados por los colores amarillo y verde, ya que el rojo fue descontinuado. En 1998, Jorge Aravena sale del Mega Match.

### Ciclo "Mega Match Sensacional 2000" (1999)
En el mes de marzo del año 1999, el programa renovó su formato y se restrenó con el nombre de "Mega Match Sensacional 2000". La gran novedad que tuvo el programa en este nuevo ciclo era que por primera vez un programa de concursos en Venezuela iba a repartir más de 30 millones de bolívares en premios. En ese año, Daniel Somaróo (quien debutaba como animador en Venevisión) y el actor Luis Gerónimo Abreu (quien era uno de los protagonistas de la telenovela El país de las mujeres) entraron como animadores del programa. En este ciclo, si el colegio ganador pasaba todas las estaciones incluyendo la del automóvil, se incluía una caja fuerte en la que si el participante lograba descifrar la clave tenía la posibilidad de ganar 10.000.000 de Bolivares.

### Ciclo "Mega Match Sensacional Millenium" (2000)
En el año 2000, el programa cambió el nombre a "Mega Match Sensacional Millenium", en referencia a la llegada del nuevo milenio. Tuvo leves modificaciones con respecto a la escenografía, pero se agregaron nuevos juegos como La Plaza de Toros y El Diccionario, donde subían o bajaban los minutos para los colegios. La casa de los premios añadió una estación especial: si el colegio ganador pasaba todas las estaciones incluyendo la del automóvil, pasaban al suspenso del Rascacielos (el mismo que usaron años más tarde en La guerra de los sexos), donde si llegaba a los 12 pisos que este tenía con alguna de las llaves, el colegio ganador se podía llevar 2 kilos de oro.  
Tiempo después, Ricardo Peña incorpora a 2 animadores de corta edad para hacer un segmento especial llamado "Mega Match Infantil" con los animadores Rocco Lasalvia y Manuel Sanz ambos de 4 años de edad. Durante ese tiempo, esta etapa del programa fue todo un éxito, pero por una decisión de la producción fue suspendido. 
Este ciclo duró hasta el mes de agosto, ya que en septiembre de ese año se dio inicio a La guerra de los sexos y con el éxito que éste tuvo en Súper Sábado Sensacional, el Mega Match dejó de emitirse durante el resto del año 2000 y durante todo el año 2001.

### Ciclo como Programa Independiente (2002-2006)
A finales del 2001, después de que el programa no se emitiera durante todo ese año, Venevisión anunció el regreso del Mega Match pero como un programa independiente, es decir, ya fuera de Súper Sábado Sensacional. Finalmente el 25 de abril de 2002, el programa regresa con el nombre de "Mega Match Siglo XXI" o simplemente "Mega Match", estrenándose en horario Primetime los jueves a las 19:00 horas. (A veces el horario cambiaba a las 20:00). 
Para ese momento, Luis Gerónimo Abreu y Rashel Rodríguez ya no estaban en la animación del Mega Match. Esta nueva etapa significó la aparición como animadora de Chiquinquirá Delgado, reemplazando a Rashel Rodríguez, junto con Samir Bazzi y Daniel Somaróo quien seguía en el programa desde 1999. El programa en ese año obtuvo una aceptable puntuación de 8 puntos en cuanto a la sintonía. 
En 2003, Daniel Somaróo sale del programa ya que él se saldría de Venevisión debido al recorte de personal que tuvo el canal por el Paro general en Venezuela de 2002-2003, dejando como consecuencia que el Mega Match iniciara la temporada 2003 en el mes de julio. En ese mismo año, Waleska Castrillo entró al Mega Match reemplazando a Chiquinquirá Delgado temporalmente en una emisión, debido a que en ese momento ella había contraido su segundo matrimonio con Daniel Sarcos. En 2004, entró Daniel Enrique Romero como su reemplazo. 
En 2005, Chiquinquirá Delgado pasó a presentar el programa matutino Portada's, dejando la animación del Mega Match, y en su reemplazo llegó Waleska Castrillo de manera definitiva. 
Para ese año, "La gran casa de los premios" fue modificada y tuvo el nombre de "El castillo encantado de los semáforos", el cual consistía en que al finalizar cada estación aparecía un semáforo con su botón. Esta nueva dinámica consistía en que al pulsar el botón si aparecía la luz Roja perdía el premio de la estación, si aparecía la luz Amarilla sólo conservaba el premio, y si aparecía la luz Verde duplicaba el premio obtenido en la estación. Esta idea solo se mantuvo durante ese año, ya que para el año 2006 hasta el final del programa se volvió a modificar llamándose "La casa encantada de la piscina". La dinámica era un poco similar a la del "Castillo encantado de los semáforos", pero la gran diferencia fue que se colocó una piscina de pelotas en el centro del estudio y entre las pelotas había unos "tejos" de colores Rojo, Amarillo y Verde. En esta última etapa del Mega Match estuvieron en la animación Waleska Castrillo, Samir Bazzi y Daniel Enrique Romero.
Para mediados de 2006, María Fernanda León reemplazó a Waleska Castrillo debido a que esta última estaba embarazada y por ese motivo tuvo que dejar el programa para tener a su primer hijo. En ese año el concurso Mega Match salió del aire para dar paso a El Gran Navegante al año siguiente.

### Final del programa y Cambio comoEl gran navegante
En el 2007, tras la salida del Mega Match, se decide dar una reforma en el programa, lo que hizo que también se cancelara La guerra de los sexos en el año 2006, un año antes, para hacer posible su reestructuración, relanzando a Mega Match como "El Gran Navegante", cambiando toda su dinámica en 2007. Sus animadores eran Daniel Sarcos y Samir Bazzi. Entre los cambios que aplicaron estaban la inclusión de un tercer equipo adicional, el cual llevaba el color azul, y también que en vez de una casa con estaciones se implementó el sistema de las llaves. El Gran Navegante se transmitió hasta el año 2009 saliendo del aire por bajos resultados de sintonía.

### Retransmisiones (2017-2022), (2022-presente)
A partir del 2017, el Mega Match vuelve a ser retransmitido luego de 10 años de ausencia, en Venezuela las emisiones del año 2005 y el año 2006 los sábados a las 11:00, y para los Estados Unidos se retransmiten las emisiones desde su inicio como programa independiente en 2002, 2003, 2004 y 2005 (a veces 2006), a través de la señal de Venevisión USA en el horario de los domingos a las 16:00 horas. Y desde el 2019 hasta el primer trimestre del 2022, y desde el segundo trimestre del 2022, el horario cambia en VePlus USA los domingos a las 06:00 horas. Este programa no fue retransmitido en la señal de VePlus para Latinoamérica.
A partir de 2023 se puede ver de manera gratuita las primeras tres temporadas del Mega Match a través de la plataforma Venevisión Play al igual en la señal de Venevisión Internacional en dicha plataforma.

## Formato
La dinámica del programa consiste en que dos instituciones representadas por dos colores (Amarillo y Verde), compiten en diferentes pruebas no por puntos, sino por minutos. Al final, los dos equipos se enfrentaban cara a cara en "Cuidado con la torta" el cual consistía en que, a los equipos les hacen varias preguntas, el alumno o la alumna quien toca el timbre primero tiene el derecho de responder la pregunta, y si responde correctamente le da un tortazo en la cara al participante o a la participante del equipo contrario y los segundos se van para su equipo, pero si responde incorrectamente, se adelanta y toca el timbre y responde antes de tiempo, responde cuando el o la participante del otro equipo toca el timbre y no es su turno, toca el timbre sin responder o su equipo sopla la respuesta (aún respondiendo correctamente), recibe él o ella el tortazo, y los segundos se van para el equipo contrario (lo mismo sucede aunque responda incorrectamente y el otro equipo sopla). Si ningún equipo responde la pregunta después de que se termina el tiempo de espera, los dos alumnos de los dos equipos se dan un doble tortazo y los segundos no se van para ningún equipo. 
Desde 1996 hasta el 2000, solo se daban 20 segundos por respuesta correcta, en 1997 se incluyó la Mega Torta y en 1999 la Súper Mega Torta que valían 40 segundos y 1 minuto y si ningún equipo respondía la pregunta después de se terminaba el tiempo de espera, los dos alumnos de los dos equipos se devolvían a sus lugares, excepto con la Mega Torta y Súper Mega Torta. Sin embargo, en 2002 las reglas del juego cambiaron eliminando a la Mega Torta y Súper Mega Torta y dejando preguntas de verdadero o falso que valían 40 segundos, dichas preguntas eran contestadas por los padrinos famosos o por alumnos normales después del final del contrato de los padrinos.
Al final del juego, el equipo que acumulara la mayor cantidad de minutos (máximo de 10 minutos) pasaba a la "Súper millonaria Casa de los Premios", donde, con los minutos acumulados en total, los utilizaban para poder abrir todas las puertas con un manojo de llaves, si consiguen abrir todas las puertas (encontrando la llave correcta de cada puerta), se llevan muchos premios, incluyendo un Automóvil y una Motocicleta 0 kilómetros. En total fueron entre 20 y 30 millones de Bolívares (antiguos) en todos los premios.
Entre 2002 y 2005, se implementó la idea de traer a famosos actores y cantantes, para "apadrinar" a sus equipos (Esta misma idea viene implementada del concurso televisivo español, El Grand Prix del verano), eran conocidos como "Los padrinos famosos", que también ayudaban a sus equipos a poder conseguir la mayor cantidad de minutos posible para poder ir a "La Casa de los Premios". Los padrinos, eran muchas veces famosas estrellas del canal Venevisión, otras veces, eran reconocidas estrellas de Venezuela y de Latinoamérica.
Entre 2004 hasta 2006, se implementó la "Megateca", donde se daba un descanso a los juegos para que las instituciones puedan disfrutar, cantar y bailar con grandes artistas de Venezuela y Latinoamérica que eran invitados al programa. Algunos de los artistas invitados fueron Calle 13, Héctor & Tito, La factoría, Jerry Rivera, Scarlett Linares, Los Adolescentes Orquesta, Zona 7, Samir Bazzi, Calle Ciega, entre otros, además de contar con presentaciones de la bailarina y vedette La Niña Gaby.
En este programa hubo una edición especial transmitida en el 2000 que fue presentada por Rocco Lasalvia y Manuel Sanz. También hubo una edición especial en la que invitaron a 2 brigadas militares, por ende se hicieron gincanas especiales para ellos.

## El Gran Navegante (2007-2009)
A mediados del 2007, tras la salida del aire del Mega Match y como pasó con La guerra de los sexos, se repetían emisiones anteriores de la temporada 2006 en los canales internacionales. En ese año se estrenó El Gran Navegante para Venezuela a través de la señal de Venevisión, y en 2008 en la señal internacional de Novelísima (Curiosamente, no se estrenó cuando el canal se llamaba Venevisión Continental sino que esperaron al relanzamiento del canal). En el Gran Navegante hubo ediciones especiales para algunos colegios que ya habían sido ganadores de este programa y tuvo como título Gran Navegante de Campeones. El programa tuvo como conductores a Samir Bazzi y Daniel Sarcos.

### Dinámica
El Gran Navegante reunia a tres equipos de estudiantes de diferentes instituciones, identificados con los colores verde, amarillo y azul (nuevo color adicional implementado), quienes concursarían por obtener la suma de 20 millones de bolívares, al participar en diferentes pruebas de conocimiento, destreza física y agilidad mental. Vale señalar, que hasta el último minuto todos pueden ganar o perder, pues en las diferentes secciones de la competencia van subiendo navegantes al barco. Cuando llega el momento culminante, la gran final del concurso, mediante diferentes interrogantes van subiendo al navío los participantes que se quedaron en tierra. Cuando un equipo no responda, la oportunidad será para otro. En cada respuesta correcta sube un navegante y va escogiendo su llave.
Entre las competencias o gincanas de El Gran Navegante estaban: Tumba al Payaso, La silla eléctrica, La Comida imposible (juego originario de la guerra de los sexos), La Escalera Siniestra, Las Abejas Africanas, Los Agarra Papelillo, La Cabina Siniestra (versión de la cámara de la tortura de La Guerra de Los Sexos), Las cucarachas de Madagascar, Los fortachones (Versión de los Forzudos de la Guerra de los Sexos), Las puertas Del Terror, Los agarra cauchos, Los Relevos, Las Banderas, La Guillotina, El Baile del Desembarco, El Baile de los Reposteros (versión de El baile del objeto y el jabón, del Mega Match), Los Marimberos, y Los Bucaneros de la Montaña (Versión de Los Piratas de la Montaña del "Mega Match"), entre otros. Si alguna gincana terminaba en empate, los 3 capitanes de brigada se acercaban a una pequeña mesa donde había 4 cartas de naipes para determinar un desempate y cada capitán escogia su naipe al azar, y se determinaba que si alguno de los 3 capitanes tenía un naipe con el número más alto era el ganador.
Al final de algunas gincanas, habían otras un tanto arriesgadas que se llamaban anclas, las cuales consistían en que 2 de los 3 capitanes de las brigadas que habían perdido alguna gincana, sin importar el color de las mismas, oprimían un botón y si este botón sonaba, significaba que el capitán de alguna de las 2 brigadas, debía escoger a un participante de la brigada contraria. Entre las competencias arriesgadas estaban: La depilación con cera, La comida imposible, El tanque de agua, El beso del osito, entre otros, y tenían como participantes a los profesores de la brigada perdedora, que eran escogidos por el capitán de brigada ganador.
En la parte final del programa los capitanes de las brigadas escogían números del 1 al 15 para intercambiar llaves del motor del barco, pero de las 15 llaves, 3 eran llamadas llaves salvavidas, las cuales quedaban en manos de cada capitán de brigada. Cuando quedaban definidas las llaves a utilizar, los capitanes debían presentar cada una de las llaves aunque no pertenecieran a su mismo color de brigada y entre más llaves, más posibilidades tenían de poder encender el barco, sin importar si la llave ganadora perteneciera o no, a su misma brigada. En algunos casos, si las llaves presentadas no encendían el motor, los 3 capitanes de brigadas se acercaban para presentar cada uno su llave salvavidas.
Una vez que la llave ganadora encendiera el motor del barco el capitán del equipo ganador pasaba por una ruleta en la que se mostraba los premios en efectivo que se mostraban en la ruleta una vez el ganador la haga girar. En esa época iban entre 500.000 Bolívares hasta los 20,000.000 de Bolívares, pero en 2008 cuando se implementó el Bolívar Fuerte iban entre los 5.000 BsF hasta los 20.000 BsF, e incluso el premio mayor era un automóvil 0 kilómetros.

### Final
El programa terminó a inicios del 2009 ya que no dio muy buenos resultados en lo que se refería en índice de audiencia en el país, que estaba pidiendo con insistencia el regreso de La guerra de los sexos. Al año siguiente, se dio el regreso de este programa como segmento de Súper Sábado Sensacional y después se convirtió en programa independiente hasta el año 2013 cuando ese programa salió del aire.

## Gincanas (Juegos)
Estas fueron algunas gincanas utilizadas en el Mega Match:
- A Bajarlo del Caballo
- La Tomatina
- La Campana y el Paredón (A partir del año 2005, se agregó una parte especial llamada "La Nota Mágica", donde se definía al equipo ganador que logró cantar por espacio de la mayor cantidad de segundos, y después "La Trompeta Loca", que seguía el mismo procedimiento).
- El Baile del Objeto y el Jabón (Esta gincana tuvo varios nombres, entre ellos El Baile del gusano y el jabón, El Baile del sombrero y el jabón, El Baile de Los Reposteros, El Baile de los Sumos y El Baile del Globo y el jabón).
- Los Domineros
- Los Rueda locos
- El bombazo
- Las puertas de oro
- Los pasteleros y la piscina
- Los pines
- Las puertas del terror
- Los Sumos en el sube y baja
- Los Megacráneos
- Los trotadores
- El laberinto
- La sierra macabra
- Los trogloditas
- La Alfombra mágica
- Declaración de Amor
- El Mega y La X
- Los Troncófilos
- Los Acribillados
- Cazando Mariposas
- Los piratas de la montaña
- El carro Repleto
- La carrera dislocada
- La Pulseada de los famosos
- Los surfistas
- Responde o Pasa
- Cuidado con la piscina
- Cuidado con las pelotas
- El Reto de las Letras (2002)
- El Reto de los animales (2002)
- El Reto de las banderas (2002)
- El Reto de los Minidados (2002)
- Las Manos gigantes
- La Cucaña de los Segundos
- El Camino Encendido
- Los Escaladores
- La Multitud
- Los padrinos exprimidos
- Las torres
- Los Gladiadores
- Los Gordo-ladrones
- La Plaza de Toros/El Torofutbol
- Caperucita y el Lobo
- 2 millones al instante
- El desafío de los bombillos (se usó solo en la edición de las vacaciones del año 2002 y 1 año después se trasladó a La Guerra de los Sexos del 2003)
- Los obstáculos (Se usó en 1996 y en un episodio del 2002 y tiempos después se transladó solo a la primera edición de La Guerra de los Sexos del 2006)
- Los Aguadores (Denominado en algunas ocasiones como Los Aguadores del Siglo XXI a partir del 2002).
- Cuidado con la torta (Gincana semifinal donde se definía el equipo ganador, que pasaba a La Casa de los Premios. Ocasionalmente, en caso de que hubiera un empate entre los dos colegios, se les hacía una pregunta adicional después de Cuidado con la torta).
- El Terrible Diccionario (Gincana especial adicional donde se definía el equipo ganador para pasar a La Casa de los Premios. Fue usado en el año 2000 como gincana previa a Cuidado con la torta y luego volvió en las primeras 3 emisiones del año 2004 como Gincana semifinal).
- La Casa de los Premios (Gincana final donde disputaba el equipo ganador. Este juego final también tuvo los nombres de El Castillo Encantado de los semáforos en 2005  y La Casa Encantada De La Piscina en 2006).

Nota: Algunas de estas gincanas fueron trasladadas a El Gran Navegante y otras fueron tomadas de La Guerra De Los Sexos.

## Animadores
Estos fueron los presentadores de Mega Match:
- Gilberto Correa (1996)
- Daniel Sarcos (1996-1997)
- Jorge Aravena (1997-1998)
- Rashel Rodríguez (1997-2000)
- Samir Bazzi (1997-2006)
- Luis Gerónimo Abreu (1999-2000)
- Manuel Sanz (1999-2000) Segmento Especial
- Rocco Lasalvia (1999-2000) Segmento Especial
- Daniel Somaróo (1999-2002)
- Chiquinquirá Delgado (2002-2005)
- Waleska Castrillo (2003, como invitada) (2005-2006 como principal)
- Daniel Enrique Romero (2004-2006)
- Beba Rojas (2005, como invitada)
- María Fernanda León (2006)

## Transmisión
Esta es la lista de donde se emitía anteriormente el Mega Match:
Emisiones anteriores
- Venezuela - Venevisión: Sábados a las 10:00 a. m. (Retransmisiones) (2017-2021)
- Estados Unidos - Ve Plus: Domingos a las 6:00 horas (Retransmisiones) (2019-2022), (2022-presente)
- Estados Unidos - Venevisión USA: Domingos a las 16:00 horas (Retransmisiones) (2017-2019)
- Venevisión Continental: Viernes a las 15:00 horas
- Estados Unidos - Univisión / UniMás (antes Telefutura)
- Puerto Rico - Univision PR: Sábado originalmente a las 11h30 horas, y luego 1 las 10h30 horas (2003-2007)
- Costa Rica - Repretel Canal 4 (2003-2009)
- Guatemala - Guatevisión
- República Dominicana - Antena 7
- México - Canal de las Estrellas
- Estados Unidos - Atiempo Internacional
- Ecuador - TC Televisión (2002-2008)

## Versiones
- Mega Match Ecuador fue una versión del concurso transmitido en Ecuador por la cadena televisiva TC Televisión.1 Su primera transmisión fue el 23 de agosto de 2010, bajo la conducción del animador Gabriela Pazmiño y Ronald Fariña. Dejó de emitirse en el año 2012.